# Bognár Tamás (színművész)
Bognár Tamás (Miskolc, 1972. május 3. –) magyar szinkronszínész, színész.

## Magánélete
Két gyerek édesapja.

## Színházi szerepeiből
- Kárpáti Levente: A Caligula-klán... Chaerea
- R. Kárpáti Péter: Sziklás Madonna... Kákonyi Tihamér (alsószomszéd)

## Filmes szerepeiből
- Szőke kóla (2005) – Második melák
- Tour (2009) – Jeep

### Sorozatok
- Kisváros (1997) – Laptop

## Szinkronmunkássága

### Filmek
| Cím                                           | Szereplő                            | Színész                    |
| --------------------------------------------- | ----------------------------------- | -------------------------- |
| A kétéltű ember (2. szinkron)                 | Olsen, a riporter                   | Vladlen Davydov            |
| Isten megbocsát, én nem                       | San Antonio bandatagja, Bud haverja | Luis Barboo                |
| Rendőrakadémia (3. szinkron)                  | Eugene Tackleberry kadét            | David Graf                 |
| Tiszta románc                                 | Boris                               | Eric Allan Kramer          |
| G. I. Jane                                    | McCool                              | Morris Chestnut            |
| Hét év Tibetben                               | Régens                              | Danny Denzongpa            |
| Tudom, mit tettél tavaly nyáron               | David Caporizo rendőr               | Stuart Greer               |
| Amerikai história X                           | Huge Aryan                          | Nicholas R. Oleson         |
| Armageddon                                    | Gruber, fegyverszakértő             | Grayson McCouch            |
| Gyilkos donor                                 | Derrick Wilson                      | Keith Diamond              |
| Lost in Space – Elveszve az űrben             | Jeb Walker                          | Lennie James               |
| Mint a kámfor                                 | `Fehér Srác` Bob                    | Keith Loneker              |
| Nincs alku                                    | Markus                              | Bruce Beatty               |
| Palmetto                                      | Billy Holden                        | Richard Booker             |
| Szép remények                                 | Rendőr                              | Marc Macaulay              |
| Torrente, a törvény két balkeze               | Kidobó                              | José Miguel Gómez          |
| Apafej                                        | Mike                                | Jonathan Loughran          |
| Harcosok klubja                               | Kevin nyomozó                       | Markus Redmond             |
| Mátrix                                        | Dozer                               | Anthony Ray Parker         |
| Visszavágó                                    | Arthur kövér társa                  | Doc Duhame                 |
| 101 Reykjavík                                 | Marri                               | Ólafur Darri Ólafsson      |
| Csupasz pisztoly a (z)űrben                   | Hulk Hogan hasonmás                 |                            |
| A kölyök                                      | Kenny                               | Chi McBride                |
| Korcs szerelmek                               | Gustavo                             | Rodrigo Murray             |
| Ó, testvér, merre visz az utad?               | George Nelson                       | Michael Badalucco          |
| Öld meg Rómeót!                               | Maurice                             | Anthony Anderson           |
| A vörös bolygó                                | Űrruha géphang                      | Neil Ross                  |
| Belphégor – A Louvre fantomja                 | Félix                               | Jacques Martial            |
| Gépállat SC                                   | Danny Meehan                        | Vinnie Jones               |
| A negyedik angyal                             | Jules Bernard ügynök                | Forest Whitaker            |
| A pokolból                                    | Bale főtiszt                        | Nicholas McGaughey         |
| Késő bosszú                                   | Bruno                               | Billy Gardell              |
| Vitathatatlan                                 | Saladin                             | Byron Minns                |
| Bad Boys 2. – Már megint a rosszfiúk          | Lockman TNT-tag                     | Charlie Johnson, Jr.       |
| A fehér csóka                                 | 8 Ball                              | Terry Crews                |
| A Gyűrűk Ura: A király visszatér              | Guritz                              | Joel Tobeck                |
| Lara Croft: Tomb Raider 2. – Az élet bölcsője | Kosa                                | Djimon Hounsou             |
| Sulihuligánok                                 | Pszichiáter                         | Gregory Alan Williams      |
| Ray                                           | Gossie McKee                        | Terrence Howard            |
| Fűrész II.                                    | Daniel Rigg                         | Lyriq Bent                 |
| A randiguru                                   | Larry                               | Frederick B. Owens         |
| Én, a nő és plusz egy fő                      | Dave, a csapos                      | Billy Gardell              |
| Fűrész III.                                   | Rigg                                | Lyriq Bent                 |
| Gyerünk a börtönbe!                           | Barry                               | Chi McBride                |
| Casino Royale                                 | Steven Obanno                       | Isaach De Bankolé          |
| Mission: Impossible III                       | Luther                              | Ving Rhames                |
| Rejtélyek mocsara                             | Geoffrey Hunt                       | Forest Whitaker            |
| Step up                                       | Mac Carter                          | Damaine Radcliff           |
| X-Men: Az ellenállás vége                     | Cain Marko                          | Vinnie Jones               |
| Fűrész IV.                                    | Rigg                                | Lyriq Bent                 |
| Harry Potter és a Főnix Rendje                | Kingsley Shacklebolt                | George Harris              |
| Zene és szöveg                                | Derek                               | Billy Griffith             |
| Asterix az olimpián                           | Klaudiusz Muszkliusz                | Jérôme Le Banner           |
| Csillagkapu: Az igazság ládája                | Teal’c                              | Christopher Judge          |
| Csillagkapu: Continuum                        | Teal’c                              | Christopher Judge          |
| Marley meg én                                 | Szerkesztő                          | Clarke Peters              |
| X-akták: Hinni akarok                         | Mosley Drummy ügynök                | Xzibit                     |
| 12 menet                                      | George Aiken                        | Steve Harris               |
| A Boszorkány-hegy                             | Mr. Carson                          | Billy Brown                |
| Harry Potter és a Halál ereklyéi 1.           | Kingsley Shacklebolt                | George Harris              |
| Cápák éjszakája                               | Sabin                               | Donal Logue                |
| Edwin Boyd                                    | Lenny Jackson                       | Kevin Durand               |
| Fehér pokol                                   | Burke                               | Nonso Anozie               |
| Harry Potter és a Halál ereklyéi 2.           | Kingsley Shacklebolt                | George Harris              |
| A Karib-tenger kalózai: Ismeretlen vizeken    | Gunner                              | Deobia Oparei              |
| Mission: Impossible – Fantom protokoll        | Luther Stickell                     | Ving Rhames                |
| Asterix és Obelix: Isten óvja Britanniát      | Telegráf                            | Yannik Mazzilli            |
| A maflás                                      | Mike Goldberg                       | Mike Goldberg              |
| A sárkány szeme                               | Antoine                             | Edrick Browne              |
| Tökös csávó                                   | Martin apja                         | Chris Spencer              |
| Tüzes bosszú                                  | Boyd                                | Vinnie Jones               |
| Dzsungeltúra lúzereknek                       | Mr. Crawford                        | Dennis Haysbert            |
| Eszement zaci                                 | Richard                             | Matt Dillon                |
| G.I. Joe: Megtorlás                           | Barikád                             | Dwayne Johnson             |
| Gyakornokok                                   | Keményfiú a klubban                 | Brian F. Durkin            |
| A harag tüze                                  | Wesley Barnes rendőrfőnök           | Forest Whitaker            |
| HA/VER 2.                                     | Marcus Williams nyomozó             | Morris Chestnut            |
| A kiütés                                      | Michael Buffer Steve Levy           | Michael Buffer Steve Levy  |
| A komornyik                                   | Earl Gaines                         | David Banner               |
| Last Vegas                                    | Kidobó                              | Michael Beasley            |
| Tuti szajré                                   | Phil Johnson                        | Lucky Johnson              |
| Végjáték                                      | Dap őrmester                        | Nonso Anozie               |
| Csináld magad szuper pasi                     | Voss                                | Martin Roach               |
| Exodus: Istenek és királyok                   | Építész                             | Aaron Neil                 |
| A herceg                                      | A gyógyszerész                      | 50 Cent                    |
| Sánta kutya                                   | Rock                                | John Stewart               |
| Skalpvadászat                                 | Reed                                | Michael Jai White          |
| Hamupipőke                                    | Kapitány                            | Nonso Anozie               |
| A Hangya                                      | Torony                              | Robert Crayton             |
| Mélyütés                                      | Tick Wills                          | Forest Whitaker            |
| Mission: Impossible – Titkos nemzet           | Luther Stickell                     | Ving Rhames                |
| A nagy dobás                                  | Lewis Ranieri                       | Rudy Eisenzopf             |
| Sicario – A bérgyilkos                        | Fausto Alarcon                      | Julio Cedillo              |
| Ted 2                                         | Nőgyógyász                          | Dennis Haysbert            |
| Utódok                                        | Jenkins edző                        | Reese Alexander            |
| Egyiptom istenei                              | Anubisz                             | Goran D. Kleut             |
| Elliott, a sárkány                            | Woodrow                             | Marcus Henderson           |
| A függetlenség napja – Feltámadás             | Dikembe Umbutu                      | Deobia Oparei              |
| A hét mesterlövész                            | Pultos                              | Chad Randall               |
| A megtévesztésen túl                          | Hill                                | Gregory Alan Williams      |
| Széttörve                                     | Hírolvasó Virágárus                 | Ukee Washington Kash Goins |
| Warcraft: A kezdetek                          | Varis                               | Dean Redman                |
| Zsivány Egyes – Egy Star Wars-történet        | Kék Négyes                          | Ariyon Bakare              |
| A galaxis őrzői vol. 2.                       | Sokkolóarc                          | Chris Sullivan             |
| A majmok bolygója: Háború                     | Százados                            | Roger Cross                |
| Ó, anyám!                                     | Morgan Russell                      | Bashir Salahuddin          |
| Pókember: Hazatérés                           | Herman Schultz                      | Bokeem Woodbine            |
| Transformers: Az utolsó lovag                 | Gawain                              | Marcus Fraser              |
| XXx: Újra akcióban                            | Red Erik                            | Andrey Ivchenko            |
| Mission: Impossible – Utóhatás                | Luther Stickell                     | Ving Rhames                |
| ŰrDongó                                       | Jack Burns                          | John Cena                  |
| Pókember: Idegenben                           | Julius Dell                         | J. B. Smoove               |
| Pókember: Nincs hazaút                        | Julius Dell                         | J. B. Smoove               |
| Ne nézz fel!                                  | Jack Bremmer                        | Tyler Perry                |
| Mission: Impossible – Leszámolás              | Luther Stickell                     | Ving Rhames                |
| Mission: Impossible – A végső leszámolás      | Luther Stickell                     | Ving Rhames                |

### Sorozatok
| Cím                         | Szereplő                            | Színész                            |
| --------------------------- | ----------------------------------- | ---------------------------------- |
| A Macska                    | Fernando de la Santa Cruz           | Manuel Ojeda                       |
| Bosszú                      | Aiden Mathis                        | Barry Sloane                       |
| Amerikai Horror Story       | Angus T. Jefferson                  | Malcolm-Jamal Warner               |
| Csillagkapu                 | Teal'c                              | Christopher Judge                  |
| Férjek gyöngye              | Deacon Palmer                       | Victor Williams                    |
| Gyilkos elmék               | Sam Cooper                          | Forest Whitaker                    |
| JAG – Becsületbeli ügyek    | Lt. Cmdr. Mic Brumby                | Trevor Goddard                     |
| Király páros                | Mason Makoola                       | Geno Segers                        |
| María (teleregény, 2015)    | Fantom                              | Roberto Ballesteros                |
| Maricruz                    | Nazario Bermúdez / Eusebio Bermúdez | Carlos Cámara Jr.                  |
| Medicopter 117 – Légimentők | Kalle Krantz                        | Dirk Borchardt Christoph Wettstein |
| Lovag Iskola                | Király                              | Jason Sim-Prewitt                  |
| Szeretni bolondulásig       | Sandro Valle                        | Roberto Ballesteros                |
| Szeretők és riválisok       | Jose Alcantara                      | Eduardo Santamarina                |
| Supa Strikas                | Edző (Disney-s szinkron)            |                                    |
| The Walking Dead            | Tyreese                             | Chad L. Coleman                    |
| Fear the Walking Dead       | Victor Strand                       | Colman Domingo                     |
| Gyilkos elmék: Alapos gyanú | Sam Cooper                          | Forest Whitaker                    |
| Game Shakers                | Durva                               | Sheldon Bailey                     |
| Bűnös Chicago               | Kevin Atwater                       | Laroyce Hawkins                    |
| Álmodj velem!               | Eligio Vallejo                      | Rodrigo Murray                     |
| Csernobil                   | felolvasó                           | N/A                                |
| A kígyók úrnője             | Ural                                | Mahir Günşiray                     |
| A Mandalóri                 | Burg                                | Clancy Brown                       |
| A Mandalóri                 | Paz Vizsla (3. évad)                | Jon Favreau                        |
| Boba Fett könyve            | Paz Vizsla                          | Jon Favreau                        |
| Obi-Wan Kenobi              | Ötödik Fivér                        | Sung Kang                          |

### Rajz- és animációs filmek
| Év   | Cím                                                            | Szereplő                 | Szinkronhang             | Szinkron év |
| ---- | -------------------------------------------------------------- | ------------------------ | ------------------------ | ----------- |
| 1998 | A bűvös kard – Camelot nyomában (2. magyar szinkron)           | Sir Lionel               | Gabriel Byrne            | 2002        |
| 1999 | A Mikulás igaz története                                       | N/A                      | N/A                      | 1999        |
| 1999 | Babszem Jankó (1. magyar szinkron)                             | Az óriás                 | Tone Loc                 | 2000        |
| 1999 | Bartek, a varázslatos                                          | Oble                     | French Stewart           | 1999        |
| 2001 | A trombitás hattyú (2. magyar szinkron)                        | Vadőr                    | Steve Vinovich           | 2014        |
| 2002 | A kincses bolygó                                               | Második robotrendőr      | N/A                      | 2002        |
| 2003 | Kim Possible – Időutazás                                       | Jövőbeli Wade            | Michael Clarke Duncan    | 2004        |
| 2004 | Cápamese                                                       | Gyilkos bálna            | Sean Bishop              | 2004        |
| 2004 | Shrek 2.                                                       | N/A                      | N/A                      | 2004        |
| 2004 | Spongyabob – A mozifilm                                        | Csillag Patrik           | Bill Fagerbakke          | 2005        |
| 2006 | Vadkaland                                                      | Blag                     | Patrick Warburton        | 2006        |
| 2006 | Verdák                                                         | Mack                     | John Ratzenberger        | 2006        |
| 2007 | Vigyázz, kész, szörf!                                          | „Az Aprító” Tank Evans   | Diedrich Bader           | 2007        |
| 2008 | Mosolyogj és menj! és a két égő pezsgő                         | Smilz                    | Richard E. Grant         | 2008        |
| 2008 | Sárkányvadászok                                                | Eperfalvi Hájas János    | John DiMaggio            | 2010        |
| 2008 | Straspeed az őrült világban                                    | Attilo                   | Bill Nighy               | 2009        |
| 2009 | A hercegnő és a béka                                           | Büfés                    | N/A                      | 2009        |
| 2009 | Garfield és a Zűr Kommandó                                     | Eli                      | Greg Eagles              | 2010        |
| 2010 | Aranyhaj és a nagy gubanc                                      | Szurkapiszka fivér       | Ron Perlman              | 2010        |
| 2010 | Shrek a vége, fuss el véle                                     | Bakancs, ogre            | Jon Hamm                 | 2010        |
| 2011 | Verdák 2.                                                      | Mack                     | John Ratzenberger        | 2011        |
| 2012 | Rontó Ralph                                                    | Zangief                  | Rich Moore               | 2012        |
| 2013 | A szörny mentőakció                                            | Mr. James Bing           | Ricky Gervais            | 2014        |
| 2013 | Turbó                                                          | Sportriporter            | Chris Parnell            | 2013        |
| 2014 | A Lego-kaland                                                  | Shaquille                | Shaquille O’Neal         | 2014        |
| 2014 | Fekete Özvegy és Megtorló – A múlt árnyai (1. magyar szinkron) | Frank Castle / Megtorló  | N/A                      | 2015        |
| 2014 | Hókirálynő 2.                                                  | Arrog                    | Garik Harlamov           | 2016        |
| 2014 | Repcsik: A mentőalakulat                                       | Ryker                    | Kevin Michael Richardson | 2014        |
| 2015 | Dínó tesó                                                      | Bubba                    | David Boat               | 2015        |
| 2015 | Spongyabob – Ki a vízből!                                      | Patrik                   | Bill Fagerbakke          | 2015        |
| 2015 | LEGO: Az Igazság Ligája – Harc a Légióval                      | Fekete Manta             | Kevin Michael Richardson | 2015        |
| 2016 | A kis kedvencek titkos élete                                   | Tetkó, a disznó          | Michael Beattie          | 2016        |
| 2016 | Énekelj!                                                       | Richard                  | N/A                      | 2016        |
| 2016 | Hókirálynő 3. – Tűz és Jég                                     | Arrog                    | Vszevolod Kuznyecov      | 2017        |
| 2016 | Szenilla nyomában                                              | Mázli                    | Idris Elba               | 2016        |
| 2016 | Zootropolis – Állati nagy balhé                                | Finnick                  | N/A                      | 2016        |
| 2017 | A Jetson család és a pankrátor robotok                         | Big Show                 | Paul Wight               | 2017        |
| 2017 | Coco                                                           | N/A                      | N/A                      | 2017        |
| 2017 | Lego Batman – A film                                           | Gyilkos Krok             | Matt Villa               | 2017        |
| 2017 | Verdák 3.                                                      | Mack                     | John Ratzenberger        | 2017        |
| 2017 | Vigyázz, kész, szörf 2.                                        | Tank Evans               | Diedrich Bader           | 2017        |
| 2018 | A Hihetetlen család 2.                                         | Kő Kövön                 | Phil LaMarr              | 2018        |
| 2018 | Apróláb                                                        | Thorp                    | Jimmy Tatro              | 2018        |
| 2018 | Pókember – Irány a Pókverzum                                   | Jefferson Davis          | Brian Tyree Henry        | 2018        |
| 2018 | Ralph lezúzza a netet                                          | Zangief                  | Rich Moore               | 2018        |
| 2018 | Tini titánok, harcra fel! – A moziban                          | Lufi ember               | Greg Davies              | 2019        |
| 2018 | Tini titánok, harcra fel! – A moziban                          | Mozielőzetesek narrátora | David Kaye               | 2019        |
| 2019 | Jégvarázs 2.                                                   | N/A                      | N/A                      | 2019        |
| 2022 | Minyonok: Gru színre lép                                       | Svendetta                | Dolph Lundgren           | 2022        |
| 2024 | Transformers Egy                                               | Iacon 5000 kommentátor   | Steve Blum               | 2024        |

### Rajzfilm- és animációs sorozatok
| Év        | Cím                                                     | Szereplő                        | Szinkronhang             | Szinkron év |
| --------- | ------------------------------------------------------- | ------------------------------- | ------------------------ | ----------- |
| 1962      | Frédi és Béni III. (2. magyar szinkron)                 | Edzőmester                      | N/A                      | 2004        |
| 1989-1990 | Chip és Dale – A Csipet Csapat (2. magyar szinkron)     | Halkó / ZúzóNémóNickelsHu Yu    | Jim Cummings             | 2004        |
| 1989-1990 | Chip és Dale – A Csipet Csapat (2. magyar szinkron)     | Titkos rendőrRatso Ratzkiwatzki | Peter Cullen             | 2004        |
| 1989-1990 | Chip és Dale – A Csipet Csapat (2. magyar szinkron)     | Muszkli                         | Danny Gans               | 2004        |
| 1994-1996 | A kullancs                                              | A kullancs                      | Townsend Coleman         | 2001-2004   |
| 1996-1997 | Sárkánykirályság                                        | Rőtripő gróf                    | John Koensgen (1. évad)  | 2013        |
| 1996-1997 | Sárkánykirályság                                        | Rőtripő gróf                    | Cedric Smith (2. évad)   | 2013        |
| 1997-1998 | Egér-úti kalandok                                       | N/A                             | N/A                      | 1999-2000   |
| 1998      | Herkules I.                                             | Agamemnon                       | Patrick Warburton        | 2004        |
| 1999      | Flipper és barátai I.                                   | Dexter                          | N/A                      | 2001        |
| 1999-     | SpongyaBob Kockanadrág                                  | Csillag Patrik                  | Bill Fagerbakke          | 2000-       |
| 1999-     | Family Guy                                              | Preston Lloyd                   | Peter Macon              | 2008-       |
| 2001      | Egy vízcsepp kalandjai                                  | N/A                             | N/A                      | 2004        |
| 2001      | Jason – Az Olimposz hősei                               | N/A                             | N/A                      | 2003        |
| 2002      | Jacques Cousteau meséi az óceánról (2. magyar szinkron) | Yanis                           | N/A                      | 2008        |
| 2004-2007 | Űrkedvencek                                             | Bob                             | Charlie Schlatter        | 2005        |
| 2008-2020 | Star Wars: A klónok háborúja                            | Zúzó                            | Dee Bradley Baker        | 2009-2022   |
| 2008-2020 | Star Wars: A klónok háborúja                            | Trench admirális (6. évad)      | Dee Bradley Baker        | 2009-2022   |
| 2008-2020 | Star Wars: A klónok háborúja                            | Embo                            | Dave Filoni              | 2009-2022   |
| 2010-2013 | Transformers: Prime                                     | Skyquake (1. hang)              | Richard Green            | 2012-2013   |
| 2012-2017 | Pókember elképesztő kalandjai                           | Otto Octavius / Dr. Octopus     | Tom Kenny                | 2012-2016   |
| 2015-2017 | Transformers: Robots In Disguise                        | Underbite                       | Liam O'Brien             | 2015-2017   |
| 2015-2017 | Transformers: Robots In Disguise                        | Overload                        | Dave Fennoy              | 2015-2017   |
| 2015-2017 | Transformers: Robots In Disguise                        | Saberhorn                       | Fred Tatasciore          | 2015-2017   |
| 2015-2017 | Transformers: Robots In Disguise                        | Aerobolt                        | Steve Blum               | 2015-2017   |
| 2015-2016 | Star Wars: Lázadók                                      | Ötödik Fivér                    | Philip Anthony-Rodriguez | 2015-2016   |
| 2015-2019 | Az Oroszlán őrség                                       | Makuu                           | Blair Underwood          | 2016-2020   |
| 2016      | Hamis cica                                              | Turmixgép                       | Kayvan Novak             | 2016        |
| 2019-2020 | Birodalmi alakulat                                      | Norvyn                          | Dwayne Hill              | 2020        |
| 2021-2024 | Star Wars: A Rossz Osztag                               | Zúzó                            | Dee Bradley Baker        | 2022-2024   |
| 2022      | Cyberpunk: Edgerunners                                  | Maine                           | William C. Stephens      | 2022        |

### Videojáték
- League of legends - Galio